# Чемпионат Европы по волейболу среди мужских молодёжных команд 2006
XX Чемпионат Европы по волейболу среди мужских молодёжных команд проходил в 2006 году с участием команд, составленных из игроков не старше 1987 года рождения. Матчи финального турнира состоялись с 6 по 14 сентября во дворце спорта «Баскет-холл» в Казани.

## Отборочные игры
Без отбора участниками финального турнира чемпионата Европы стала сборная России как команда страны-организатора и действующий чемпион, а также сборные Нидерландов, Германии и Сербии и Черногории, занявшие на предыдущем чемпионате 2—4-е места.
В отборочных играх участвовали 27 сборных. 4 команды играли на предквалификационном раунде, победитель которого, сборная Боснии и Герцеговины, присоединилась к участникам квалификационного раунда. По его итогам по две команды из каждой группы вышли в финальный турнир.

### Предквалификационный раунд
| Место | Сараево              |
| ----- | -------------------- |
| 1     | Босния и Герцеговина |
| 2     | Дания                |
| 3     | Англия               |
| 4     | Норвегия             |

### Квалификационный раунд
| Место | Группа A (Бардеёв)   | Группа B (Лендава) | Группа C (Таллин) | Группа D (Алассио) |
| ----- | -------------------- | ------------------ | ----------------- | ------------------ |
| 1     | Польша               | Франция            | Болгария          | Украина            |
| 2     | Словакия             | Словения           | Бельгия           | Италия             |
| 3     | Чехия                | Финляндия          | Эстония           | Беларусь           |
| 4     | Босния и Герцеговина | Испания            | Румыния           | Швеция             |
| 5     | Хорватия             | Турция             | Португалия        | Латвия             |
| 6     | Греция               | Израиль            | Венгрия           | Австрия            |

## Финальный турнир

### Групповой этап

#### Группа I
|                        | И | В | П | О  | С/П   | С/О     |
| ---------------------- | - | - | - | -- | ----- | ------- |
| 1. Россия              | 5 | 5 | 0 | 10 | 15:4  | 460:351 |
| 2. Словения            | 5 | 4 | 1 | 9  | 12:7  | 422:413 |
| 3. Сербия и Черногория | 5 | 3 | 2 | 8  | 10:7  | 399:353 |
| 4. Польша              | 5 | 2 | 3 | 7  | 10:11 | 471:475 |
| 5. Бельгия             | 5 | 1 | 4 | 6  | 5:13  | 349:424 |
| 6. Украина             | 5 | 0 | 5 | 5  | 5:15  | 389:484 |

#### Группа II
|               | И | В | П | О  | С/П   | С/О     |
| ------------- | - | - | - | -- | ----- | ------- |
| 1. Италия     | 5 | 5 | 0 | 10 | 15:1  | 401:334 |
| 2. Франция    | 5 | 4 | 1 | 9  | 12:5  | 414:361 |
| 3. Нидерланды | 5 | 2 | 3 | 7  | 10:12 | 471:497 |
| 4. Словакия   | 5 | 2 | 3 | 7  | 7:11  | 396:414 |
| 5. Германия   | 5 | 1 | 4 | 6  | 7:13  | 438:467 |
| 6. Болгария   | 5 | 1 | 4 | 6  | 5:14  | 395:442 |

### Матчи за 1—4-е места
Состав полуфинальных пар был определён жеребьёвкой, в результате которой в борьбе за выход в решающий матч турнира сошлись команды, уже встречавшиеся друг с другом на групповом этапе.
Фаворитом турнира считалась сборная России, восемь игроков которой (Николай Евтюхин, Дмитрий Ильиных, Дмитрий Красиков, Константин Лесик, Максим Михайлов, Макар Сапаров, Олег Сычёв и Александр Чефранов) в 2005 году под руководством Владимира Кондры выиграли чемпионат мира среди юношей в Алжире. За месяц до старта турнира из-за воспаления лёгких из состава команды выбыл ещё один чемпион мира — основной либеро Роман Мартынюк, а в полуфинале со словенцами по причине травмы голеностопа не смог сыграть его коллега по амплуа Дмитрий Кириченко, которого заменил Макар Сапаров.
Полуфинал Россия — Словения завершился в трёх партиях, но борьба в нём была более упорной, чем во встрече группового этапа: во второй партии сборная Словении имела, но не реализовала два сетбола, в третьем сете ко второму техническому перерыву вела 16:11, после чего провалилась — 16:20, проиграв 8 очков подряд на подачах Максима Михайлова. Во втором полуфинале сборная Франции со счётом 3:0 обыграла сборную Италии, при том, что всего тремя днями ранее на групповом этапе уступила ей с тем же результатом.
В финальном матче между сборными России и Франции основные трудности у российской команды были во второй и третьей партиях, но в их концовках она оказывалась сильнее. По мнению главного тренера россиян Вячеслава Зайцева, его подопечные превзошли соперника благодаря хорошему блоку и общему психологическому настрою.
Признанный MVP чемпионата Дмитрий Ильиных, а также Максим Михайлов и выступавший на этом турнире за сборную Украины Дмитрий Мусэрский в 2012 году в составе национальной сборной России стали чемпионами Олимпийских игр в Лондоне.

#### Финал
| №                            | Игрок     | 1      | 2      | 3      | Очки          |
| ---------------------------- | --------- | ------ | ------ | ------ | ------------- |
| 1                            | Тоньютти  |        |        |        |               |
| 2                            | Груссьо   |        |        |        |               |
| 4                            | Гелер     |        |        |        | 2 (2, 0, 0)   |
| 6                            | Сидиб     |        |        |        | 16 (14, 0, 2) |
| 8                            | Жомель    |        |        |        |               |
| 10                           | Марешаль  |        |        |        | 13 (12, 0, 1) |
| 11                           | Роландсон | либеро | либеро | либеро |               |
| 12                           | Клеман    |        |        |        |               |
| 13                           | Леру      |        |        |        |               |
| 14                           | Тагин     |        |        |        | 5 (4, 1, 0)   |
| 15                           | Верго     |        |        |        | 3 (3, 0, 0)   |
| 16                           | Рагонде   |        |        |        | 7 (6, 0, 1)   |
| Тренер — Филипп-Мари Сальван |           |        |        |        |               |

| Франция |                  | Россия |
| 64      | Очки             | 75     |
| 41      | Атака            | 44     |
| 1       | Блок             | 5      |
| 4       | Подача           | 6      |
| 18      | Ошибки соперника | 20     |

| №                        | Игрок      | 1      | 2      | 3      | Очки          |
| ------------------------ | ---------- | ------ | ------ | ------ | ------------- |
| 1                        | Михайлов   |        |        |        | 10 (10, 0, 0) |
| 2                        | Ильиных    |        |        |        | 14 (14, 0, 0) |
| 3                        | Красиков   |        |        |        | 11 (8, 1, 2)  |
| 5                        | Сапаров    |        |        |        |               |
| 7                        | Сычёв      |        |        |        | 9 (6, 0, 3)   |
| 8                        | Бирюков    |        |        |        |               |
| 9                        | Лесик      |        |        |        | 3 (2, 1, 0)   |
| 10                       | Чефранов   |        |        |        |               |
| 14                       | Евтюхин    |        |        |        | 8 (4, 3, 1)   |
| 15                       | Спиридонов |        |        |        |               |
| 16                       | Багрей     |        |        |        |               |
| 18                       | Кириченко  | либеро | либеро | либеро |               |
| Тренер — Вячеслав Зайцев |            |        |        |        |               |

### Итоговое положение
| Золото | Серебро | Бронза |
| Россия Сергей Багрей · Денис Бирюков · Николай Евтюхин · Дмитрий Ильиных · Дмитрий Кириченко · Дмитрий Красиков · Константин Лесик · Максим Михайлов · Макар Сапаров · Алексей Спиридонов · Олег Сычёв · Александр Чефранов · Тренер: Вячеслав Зайцев | Франция Фабьен Верго · Батист Гелер · Альфред Груссьо · Йоанн Жомель · Андриен Клеман · Кевин Леру · Николя Марешаль · Эммануэль Рагонде · Эдуар Роландсон · Мори Сидиб · Адриен Тагин · Бенжамин Тоньютти · Тренер: Филипп-Мари Сальван | Италия Рокко Бароне · Джакомо Беллей · Альберто Беллини · Кармело Джитто · Карло Кастельяни · Хуан Куда · Габриэле Маруотти · Маттео Мартино · Микеле Паруссо · Давиде Саитта · Филиппо Сбролла · Андреа Чезарини · Тренер: Анджело Лоренцетти |

| 4  | Словения            |
| 5  | Сербия и Черногория |
| 6  | Нидерланды          |
| 7  | Польша              |
| 8  | Словакия            |
| 9  | Германия            |
| 10 | Бельгия             |
| 11 | Болгария            |
| 12 | Украина             |

### Индивидуальные призы
| MVP             | Самый результативный | Лучший в атаке  | Лучший на блоке | Лучший на подаче  | Лучший связующий | Лучший либеро |
| --------------- | -------------------- | --------------- | --------------- | ----------------- | ---------------- | ------------- |
| Дмитрий Ильиных | Мори Сидиб           | Дмитрий Ильиных | Олег Сычёв      | Габриэль Маруотти | Йоанн Жомель     | Миха Плот     |